# Mario Celestino Félix Cellone
Mario Celestino Félix Cellone, conocido también como Hermano Mario, (Turín 23 de enero de 1919- Darregueira, 5 de julio de 1972), fue un cura de la Congregación de los Hermanos Maristas que se convirtió en el primer antropólogo de Argentina, obteniendo su título de Licenciatura en 1961 y de Doctorado en 1962 en la Facultad de Ciencias Naturales y Museo de la Universidad Nacional de La Plata.

## Biografía
El Hermano Mario nació en el norte de Italia en una familia muy cristiana y estudió en la Escuela Misionera San José. En 1952, ya en Argentina, fue parte de la Escuela San Vicente de Paúl de La Plata. En 1955, fue nombrado docente de Secundaria del Colegio San Luis de la misma ciudad, el cual abrió el primer año del bachillerato nacional a cargo del Hermano Mario, en conjunto con el profesor Tiburcio Casal.
El 26 de julio de 1961 se graduó como Licenciado en Antropología en la Facultad de Ciencias Naturales y Museo de la Universidad Nacional de La Plata, con el primer plan de estudios de la carrera de Antropología de esa Casa de Altos Estudios.
En 1962 obtuvo su doctorado en la misma Facultad con el trabajo de Tesis Doctoral titulado "La máscara etnográfica en el territorio argentino", dirigida por el Dr. Armando Vivante. En ese trabajo retomó temáticas estudiadas previamente por Enrique Palavecino quien había sido Jefe de la División de Arqueología y Etnografía, y profesor de la casa. Posteriormente, no continuó con las investigaciones académicas sobre este tema, ni publicó artículos en revistas académicas especializadas en antropología. A su vez, no estableció lazos institucionales con investigadores del Museo de La Plata, por lo que su trayectoria en la antropología se perdió al poco tiempo.

## Conmemoración
Con motivo de la graduación de Cellone como el primer antropólogo de Argentina, en 1981 se instauró al 26 de julio como el día del Antropólogo. Sin embargo, posteriormente esta conmemoración se trasladó al 27 de julio, ya que ese día de 1972 se fundó el Colegio de Graduados en Antropología de la República Argentina. En algunas universidades de argentinas como la de La Plata, la celebración continúa siendo el 26.
En su honor se le puso de nombre a la Biblioteca Escolar “Hno. Mario Cellone” del Instituto Agrotécnico San José Obrero que la congregación Marista posee en la localidad de Darregueira. Esta biblioteca fue fundada el mismo año de su fallecimiento.